# Герб Яблуневого (Лубенський район)
Герб Яблуневого — офіційний символ села Яблуневе, Лубенського району Полтавської області, затверджений 26 грудня 2003 р. сесією сільської ради. Герб села є промовистим.
Автор герба — А. Гречило.

## Опис герба
У золотому полі яблуня з чорним стовбуром, зеленим листям і золотими плодами, обабіч стовбура — по синьому лапчастому хресту над червоним півмісяцем, ріжками догори.

## Зміст
Для сучасних символів було використано сюжети з міської та сотенної печаток з ХVІІІ ст.
Щит увінчано червоною міською короною, що вказує на село, яке давніше було містечком.